# Уси, Майкл
Майкл Бизуик Уси (англ. Michael Bizwick Usi; род. 16 декабря 1968, Малави) — малавийский актёр, музыкант, политический и государственный деятель, вице-президент Малави с 20 июня 2024 года.

## Биография
Майкл Уси родился 16 декабря 1968 года. Он учился в средней школе Муландже. Уси некоторое время работал в Адвентистском агентстве помощи и развития.

## Карьера
В ранние годы своей карьеры Уси выступал в радиопостановках на MBC Radio 1. Затем он начал снимать художественные фильмы. Его работы отражают социальные и политические реалии жизни Малави.
Уси активно участвует в построении киноиндустрии в Малави. В 2010 году он выступил на дискуссии, организованной MWA в посольстве Малави в Вашингтоне, где обсудил историю малавийской киноиндустрии и предложил свои идеи по её расширению.
Примерно в 2015 году Уси защитил докторскую диссертацию, которую получил в Университете Бедфордшира.
6 февраля 2019 года лидер партии Объединённое движение за трансформацию Саулос Чилима представил Уси своим напарником на выборах 21 мая.
8 июля 2020 года Уси был назначен на должность министра туризма, природы и культуры Малави в кабинете Лазаруса Чакверы. 31 января 2023 года Уси стал министром природных ресурсов и изменения климата.
20 июня 2024 года Уси был утверждён в должности вице-президента Малави после гибели своего предшественника Саулоса Чилимы в авиакатастрофе.